# Virtus Verona 2023-2024
Questa voce raccoglie le informazioni riguardanti la Virtus Verona nelle competizioni ufficiali della stagione 2023-2024.

## Stagione
Rispetto allo storico traguardo dei playoff della stagione precedente, i virtussini fanno passi indietro raccogliendo 47 punti, frutto di 12 vittorie, 11 pareggi e 15 sconfitte. Ai playoff accede il Trento con quattro lunghezze di vantaggio.

## Divise e sponsor
Lo sponsor tecnico è Erreà, mentre gli sponsor commerciali sono Pluris, Maxa e Isokinetic.
Entrambe le divise hanno il colletto a polo e a V "dimezzata" e su quella casalinga è raffigurata la vista aerea della città.
| Casa | Trasferta |

## Rosa
| N. |                   | Ruolo | Calciatore                |
| -- | ----------------- | ----- | ------------------------- |
| 1  | Italia (bandiera) | P     | Alberto Zecchin           |
| 3  | Italia (bandiera) | D     | Francesco Mazzolo         |
| 4  | Italia (bandiera) | D     | Lorenzo Cellai            |
| 5  | Italia (bandiera) | C     | Dino Mehic                |
| 6  | Italia (bandiera) | D     | Manuel Daffara            |
| 7  | Italia (bandiera) | A     | Andrea Nalini             |
| 8  | Italia (bandiera) | A     | Gianmarco Begheldo        |
| 10 | Italia (bandiera) | A     | Domenico Danti (capitano) |
| 11 | Italia (bandiera) | D     | Gianni Manfrin            |
| 12 | Italia (bandiera) | P     | Michele Voltan            |
| 13 | Italia (bandiera) | D     | Marco Ruggero             |
| 14 | Italia (bandiera) | C     | Leonardo Zarpellon        |
| 15 | Italia (bandiera) | D     | Michael Ntube             |

| N. |                      | Ruolo | Calciatore         |
| -- | -------------------- | ----- | ------------------ |
| 17 | Italia (bandiera)    | A     | Gianmarco Zigoni   |
| 21 | Argentina (bandiera) | A     | Juanito Gómez      |
| 22 | Gambia (bandiera)    | P     | Sheikh Sibi        |
| 23 | Italia (bandiera)    | C     | Francesco Toffanin |
| 24 | Italia (bandiera)    | C     | Antonio Metlika    |
| 27 | Italia (bandiera)    | D     | Carlo Faedo        |
| 28 | Italia (bandiera)    | A     | Christian Odogwu   |
| 35 | Italia (bandiera)    | D     | Eddy Cabianca      |
| 42 | Italia (bandiera)    | D     | Riccardo Lodovici  |
| 70 | Slovenia (bandiera)  | C     | Elian Demirović    |
| 77 | Italia (bandiera)    | C     | Filippo Vesentini  |
| 90 | Italia (bandiera)    | A     | Alessio Menato     |
| 97 | Italia (bandiera)    | A     | Giuseppe Ambrosi   |

## Risultati

### Serie C

#### Girone di andata
| Arbitro: | Totaro (Lecce) |

|                         |           |                                         |
| Cissé 15’ Italeng 90+2’ | Marcatori | 45’ Casarotto 61’ Casarotto 76’ Manfrin |

| Arbitro: | Maccarini (Arezzo) |

|                        |           |            |
| Faedo 36’ Cablanca 54’ | Marcatori | Gazoul 47’ |

| Arbitro: | Catanzaro (Catanzaro) |

|                  |           |                                                 |
| Svidercoschi 88’ | Marcatori | 52’ Casarotto 55’ Gómez 64’ Cabianca 86’ Menato |

| Arbitro: | Centi (Viterbo) |

|               |           |             |
| Demirović 46’ | Marcatori | 69’ Ferrari |

| Arbitro: | Arena (Torre del Greco) |

|                       |           |  |
| Villa 71’ Russini 83’ | Marcatori |  |

| Arbitro: | Zanotti (Rimini) |

|               |           |             |
| Casarotto 19’ | Marcatori | 7’ Rossetti |

| Arbitro: | Di Loreto (Terni) |

|  |           |            |
|  | Marcatori | 81’ Zigoni |

| Arbitro: | Rispoli (Locri) |

|             |           |  |
| Piccoli 63’ | Marcatori |  |

| Arbitro: | Silvestri (Roma 1) |

|                      |           |  |
| Casarotto 84’ (rig.) | Marcatori |  |

| Arbitro: | Emmanuele (Pisa) |

|  |           |            |
|  | Marcatori | 4’ Metlika |

| Arbitro: | Vogliacco (Bari) |

|  |           |                          |
|  | Marcatori | 57’ Brignani 71’ Suagher |

| Arbitro: | Bozzetto (Bergamo) |

|                                                |           |  |
| Demirovic 7’ Ceter 37’ Casarotto 43’ Gómez 73’ | Marcatori |  |

| Arbitro: | Iacobellis (Pisa) |

|                                 |           |  |
| Messaggi 19’, 38’ Fall 34’, 56’ | Marcatori |  |

| Arbitro: | Cerchi (Carbonia) |

|  |           |                          |
|  | Marcatori | 22’ Cannavò 90+4’ Parodi |

| Arbitro: | Cappai (Cagliari) |

|                        |           |               |
| Procaccio 45+8’ (rig.) | Marcatori | 65’ Zarpellon |

| Arbitro: | De Angeli (Milano) |

|  |           |                  |
|  | Marcatori | 55’, 79’ Lescano |

| Arbitro: | Viapiana (Catanzaro) |

|                    |           |                  |
| Tonoli 67’ Piu 87’ | Marcatori | 76’ (rig.) Danti |

| Arbitro: | Milone (Taurianova) |

|                            |           |  |
| Begheldo 69’ Casarotto 78’ | Marcatori |  |

| Vercelli 23 dicembre 2023, ore 16:15 CET 19ª giornata | Pro Vercelli       | 0 – 0 referto | Virtus Verona | Stadio Silvio Piola (1 161 spett.)\| Arbitro: \| Gianquinto (Parma) \| |
| Arbitro:                                              | Gianquinto (Parma) |               |               |                                                                        |

#### Girone di ritorno
| Arbitro: | Manzo (Torre Annunziata) |

|  |           |               |
|  | Marcatori | 73’ Ghislandi |

| Arbitro: | Cavaliere (Paola) |

|  |           |               |
|  | Marcatori | 75’ Casarotto |

| Arbitro: | Drigo (Portogruaro) |

|               |           |                |
| Casarotto 33’ | Marcatori | 46’ Zanetti L. |

| Vicenza 28 gennaio 2024, ore 18:30 CET 23ª giornata | Vicenza            | 0 – 0 referto | Virtus Verona | Stadio Romeo Menti\| Arbitro: \| Maccarini (Arezzo) \| |
| Arbitro:                                            | Maccarini (Arezzo) |               |               |                                                        |

| Arbitro: | Calzavara (Varese) |

|           |           |           |
| Gómez 49’ | Marcatori | 82’ Varas |

| Arbitro: | Diop (Treviglio) |

|              |           |  |
| Di Munno 75’ | Marcatori |  |

| Arbitro: | Gavini (Aprilia) |

|           |           |  |
| Ceter 40’ | Marcatori |  |

| Verona 17 febbraio 2024, ore 15:30 CET 27ª giornata       | Virtus Verona | 1 – 1      | AlbinoLeffe | Centro sportivo Mario Gavagnin-Sinibaldo Nocini |
| \| \| \| \| \| Cabianca 71’ \| Marcatori \| 66’ Munari \| |               |            |             |                                                 |
|                                                           |               |            |             |                                                 |
| Cabianca 71’                                              | Marcatori     | 66’ Munari |             |                                                 |

| Fiorenzuola d'Arda 25 febbraio 2024, ore 14:00 CET 28ª giornata | Fiorenzuola | 1 – 1 referto | Virtus Verona | Stadio comunale - velodromo Attilio Pavesi |
| \| \| \| \| \| D'Amico 38’ \| Marcatori \| 83’ Demirovic \|     |             |               |               |                                            |
|                                                                 |             |               |               |                                            |
| D'Amico 38’                                                     | Marcatori   | 83’ Demirovic |               |                                            |

| Verona 3 marzo 2024, ore 15:30 CET 29ª giornata     | Virtus Verona | 0 – 2 referto     | Pro Sesto | Centro sportivo Mario Gavagnin-Sinibaldo Nocini |
| \| \| \| \| \| \| Marcatori \| 72’, 90+4’ Florio \| |               |                   |           |                                                 |
|                                                     |               |                   |           |                                                 |
|                                                     | Marcatori     | 72’, 90+4’ Florio |           |                                                 |

| Mantova 6 marzo 2024, ore 20:45 CET 30ª giornata                                   | Mantova   | 4 – 0 referto | Virtus Verona | Stadio Danilo Martelli |
| \| \| \| \| \| Bragantini 35’ Mensah 78’ Fedel 88’ Burrai 90+3’ \| Marcatori \| \| |           |               |               |                        |
|                                                                                    |           |               |               |                        |
| Bragantini 35’ Mensah 78’ Fedel 88’ Burrai 90+3’                                   | Marcatori |               |               |                        |

| Trento 10 marzo 2024, ore 16:00 CET 31ª giornata                        | Trento    | 2 – 1 referto | Virtus Verona | Stadio Briamasco |
| \| \| \| \| \| Obaretin 45+1’ Brevi 90’ \| Marcatori \| 90+4’ Zigoni \| |           |               |               |                  |
|                                                                         |           |               |               |                  |
| Obaretin 45+1’ Brevi 90’                                                | Marcatori | 90+4’ Zigoni  |               |                  |

| Verona 16 marzo 2024, ore 18:30 CET 32ª giornata | Virtus Verona | 0 – 0 referto | Giana Erminio | Centro sportivo Mario Gavagnin-Sinibaldo Nocini |

| Lumezzane 23 marzo 2024, ore 14:00 CET 33ª giornata                          | Lumezzane | 3 – 1 referto | Virtus Verona | Stadio Tullio Saleri |
| \| \| \| \| \| Ilari 9’ Moscati 49’ Calì 84’ \| Marcatori \| 26’ Cabianca \| |           |               |               |                      |
|                                                                              |           |               |               |                      |
| Ilari 9’ Moscati 49’ Calì 84’                                                | Marcatori | 26’ Cabianca  |               |                      |

| Verona 30 marzo 2024, ore 18:30 CET 34ª giornata | Virtus Verona | 0 – 0 referto | Renate | Centro sportivo Mario Gavagnin-Sinibaldo Nocini |

| Fontanafredda 7 aprile 2024, ore 20:45 CET 35ª giornata | Triestina | 0 – 1 referto | Virtus Verona | Stadio Omero Tognon |
| \| \| \| \| \| \| Marcatori \| 62’ Mehic \|             |           |               |               |                     |
|                                                         |           |               |               |                     |
|                                                         | Marcatori | 62’ Mehic     |               |                     |

| Verona 13 aprile 2024, ore 20:45 CET 36ª giornata                        | Virtus Verona | 1 – 2 referto              | Pergolettese | Centro sportivo Mario Gavagnin-Sinibaldo Nocini |
| \| \| \| \| \| Danti 90+3’ \| Marcatori \| 27’ Bernat Guiu 76’ Tonoli \| |               |                            |              |                                                 |
|                                                                          |               |                            |              |                                                 |
| Danti 90+3’                                                              | Marcatori     | 27’ Bernat Guiu 76’ Tonoli |              |                                                 |

| Busto Arsizio 20 aprile 2024, ore 18:30 CET 37ª giornata                    | Pro Patria | 1 – 3 referto                 | Virtus Verona | Stadio Carlo Speroni |
| \| \| \| \| \| Ghioldi 81’ \| Marcatori \| 18’ Danti 26’ Gómez 89’ Ceter \| |            |                               |               |                      |
|                                                                             |            |                               |               |                      |
| Ghioldi 81’                                                                 | Marcatori  | 18’ Danti 26’ Gómez 89’ Ceter |               |                      |

| Verona 28 aprile 2024, ore 16:30 CET 38ª giornata | Virtus Verona | 0 – 1 referto | Pro Vercelli | Centro sportivo Mario Gavagnin-Sinibaldo Nocini |
| \| \| \| \| \| \| Marcatori \| 4’ Contaldo \|     |               |               |              |                                                 |
|                                                   |               |               |              |                                                 |
|                                                   | Marcatori     | 4’ Contaldo   |              |                                                 |

### Coppa Italia Serie C
| Arbitro: | Nigro (Prato) |

|  |           |                |
|  | Marcatori | 86’ Vallocchia |